# بندیکت ایروها
بندیکت ایروها (هلندی: Benedict Iroha؛ زادهٔ ۲۹ نوامبر ۱۹۶۹) یک بازیکن فوتبال اهل نیجریه است.

## باشگاهی
از باشگاه‌هایی که در آن بازی کرده‌است می‌توان به دی.سی. یونایتد، باشگاه فوتبال واتفورد، الچه، ویتس‌آرنهم، و باشگاه فوتبال سن‌خوزه ارث‌کوئیکز اشاره کرد.

## تیم ملی
وی همچنین در تیم ملی فوتبال نیجریه بازی کرده است.